# Limit (poker)
Le terme Limit (« mise limitée » en anglais) définit un système d'enchères du jeu de Poker. Une partie en Limit indique donc aux joueurs que le montant et le nombre des mises sont limitées, à la différence des parties en No Limit (enchères libres).

## Type de partie utilisant ce système d'enchère
Une partie en Limit est une structure d'enchère rencontrée notamment dans les casinos, où le jeu se déroule en cash games (les joueurs misent avec de l'argent réel et non des jetons), un synonyme étant le terme ring games, ou jeux en anneau. 
En Limit, les mises et les relances effectuées par le joueur sont prédéfinies et limitées à un certain montant défini à l'avance avant de commencer la partie.

## Valeur fixe des mises
Durant le premier tour d'enchères, la mise prédéfinie est la « petite mise » (small bet en anglais) et durant les suivants, la grosse mise (big bet en anglais). Les relances seront aussi égales à ces mises. 
De sorte que lorsqu'on joue au poker en enchères limitées, il n'y a toujours que deux choix possibles : suivre du montant de la dernière mise, ou relancer de la mise prévue pour ce tour (petite ou grosse mise).
Une table limit de poker Texas Hold'em se caractérise donc par ses deux mises. Le montant des blinds est très souvent calculés par rapport aux deux mises, la big blind correspond à la petite mise et donc la small blind à la moitié.

### Exemple
Par exemple, une table 1 €/2 € veut dire :
- Montant de la petite blind : 0,5 €
- Montant de la grosse blind : 1 €
- Montant de la petite mise : 1 €
- Montant de la grosse mise : 2 €

## Limite du nombre de relance
Une table en enchère Limitée est en général également limitée dans le nombre de surenchères (raise et re-raise). Cette limite est souvent d'une mise et de trois ou quatre surenchères au total.
Dans l'exemple précédent, quel que soit le nombre de joueurs qui jouent, si le nombre maximum autorisé de mise plus relance à la table vaut 4, et que deux joueurs ou plus se relancent les uns les autres, alors chaque joueur ne pourra enchérir au maximum que 4 € les deux premiers tours, et 8 € les tours suivants.

## Conséquences sur le jeu
Cette stratégie a pour but de permettre aux joueurs de jouer plus longtemps et ne pas perdre leur tapis trop rapidement au profit d'un autre joueur. Et certainement de ce fait d'enrichir un peu plus le casino puisque celui-ci prend une commission sur chaque partie jouée.
Une autre conséquence est la minimisation de l'intérêt et l'effet du bluff. Le joueur ayant un mauvais jeu qui tenterait de miser fort pour faire coucher ses adversaires, ne peut le faire qu'à hauteur de la limite et risque d'être plus facilement suivi par son adversaire si celui-ci doute de la valeur de sa main.
Les enchères en Limit s'adressent donc plus à des joueurs jouant les statistiques et la réflexion qu'à ceux privilégiant l'aspect psychologique du poker.